# Canthylidia crocopepla
Canthylidia crocopepla är en fjärilsart som beskrevs av Turner 1925. Canthylidia crocopepla ingår i släktet Canthylidia och familjen nattflyn. Inga underarter finns listade i Catalogue of Life.